# Osternienburger Land
Osternienburger Land ist eine Einheitsgemeinde im Landkreis Anhalt-Bitterfeld (Sachsen-Anhalt).

## Geografie
Die Gemeinde Osternienburger Land umfasst das Gebiet zwischen den vier Städten Aken (Elbe), Dessau-Roßlau, Köthen (Anhalt) und Bernburg (Saale).

## Geschichte
Die Einheitsgemeinde entstand am 1. Januar 2010 durch eine Gebietsänderungsvereinbarung der folgenden Gemeinden, die vormals zur Verwaltungsgemeinschaft Osternienburg gehörten:
| - Chörau - Diebzig - Dornbock mit dem Ortsteil Bobbe - Drosa - Elsnigk mit dem Ortsteil Würflau - Großpaschleben mit dem Ortsteil Frenz - Kleinpaschleben: mit dem Ortsteil Mölz | - Libbesdorf mit dem Ortsteil Rosefeld - Micheln mit den Ortsteilen Klietzen und Trebbichau - Osternienburg mit den Ortsteilen Pißdorf und Sibbesdorf - Reppichau - Trinum - Wulfen - Zabitz mit den Ortsteilen Maxdorf und Thurau |

Zum 1. Juli 2014 wurden mehrfach vorhandene Straßennamen umbenannt und Anpassungen bei Hausnummern vorgenommen. Zeitgleich wurde für die Gemeinde Osternienburger Land die einheitliche Postleitzahl 06386 vergeben. Bis dahin hatten die Ortsteile Diebzig, Dornbock, Drosa, Großpaschleben, Kleinpaschleben, Trinum, Wulfen und Zabitz die Postleitzahl 06369.

## Bevölkerung
| Jahr | Einwohner |
| ---- | --------- |
| 2010 | 9.406     |
| 2015 | 8.867     |
| 2020 | 8.442     |
| 2021 | 8.374     |
| 2022 | 8.108     |
| 2023 | 8.049     |
| 2024 | 7.928     |

Stand: 31. Dezember des jeweiligen Jahres (Angaben des Statistischen Landesamtes Sachsen-Anhalt), ab 2011 auf Basis des Zensus 2011, ab 2022 auf Basis des Zensus 2022

## Religion
17 % der Einwohner sind evangelisch, 4 % katholisch.
Die evangelischen Kirchengemeinden Diebzig, Drosa (mit Bobbe und Dornbock), Frenz, Kleinpaschleben (mit Mölz), Trinum (mit Thurau und Zabitz) und Wulfen (mit Maxdorf) gehören zum Pfarramt Drosa. Die evangelischen Kirchengemeinden Elsnigk, Osternienburg (mit Sibbesdorf und Würflau), Pißdorf, Reppichau und Trebbichau gehören zum Pfarramt Osternienburg. Die Kirchengemeinde Großpaschleben gehört zum Pfarramt Köthen St. Agnus. Die Evangelischen in Dornbock gehören zur Kirchengemeinde Gramsdorf, Pfarramt Bernburg Martinskirche. Die Protestanten in Libbesdorf und Rosefeld gehören zur Landgemeinde St. Christophorus Quellendorf im Kirchenkreis Dessau. Alle vorgenannten Gemeinden gehören zur Evangelischen Landeskirche Anhalts.
Die evangelische Kirchengemeinden Chörau und Micheln gehören zum Kirchengemeindeverband Aken im Pfarrbereich Aken-Groß Rosenburg, im Kirchenkreis Egeln der Evangelischen Kirche in Mitteldeutschland.
Die Katholiken in Chörau, Diebzig, Libbesdorf und Reppichau gehören zur Pfarrei St. Peter und Paul mit Sitz in Dessau; deren nächste Filialkirchen sind St. Joseph in Dessau-Alten und St. Konrad in Aken. Die Katholiken in Dornbock gehören zur Pfarrei St. Marien und St. Norbert mit Sitz in Schönebeck (Elbe); die nächste Filialkirche ist St. Norbert in Calbe (Saale). Die Katholiken in Drosa, Elsnigk, Großpaschleben, Kleinpaschleben, Micheln, Osternienburg, Trinum, Wulfen und Zabitz gehören zur Pfarrei St. Maria mit Sitz in Köthen; zu dieser Gemeinde gehört die Filialkirche Herz Jesu in Osternienburg. Alle diese Gemeinden sind dem Dekanat Dessau des Bistums Magdeburg zugeordnet.

Kirchen in der Gemeinde Osternienburger Land
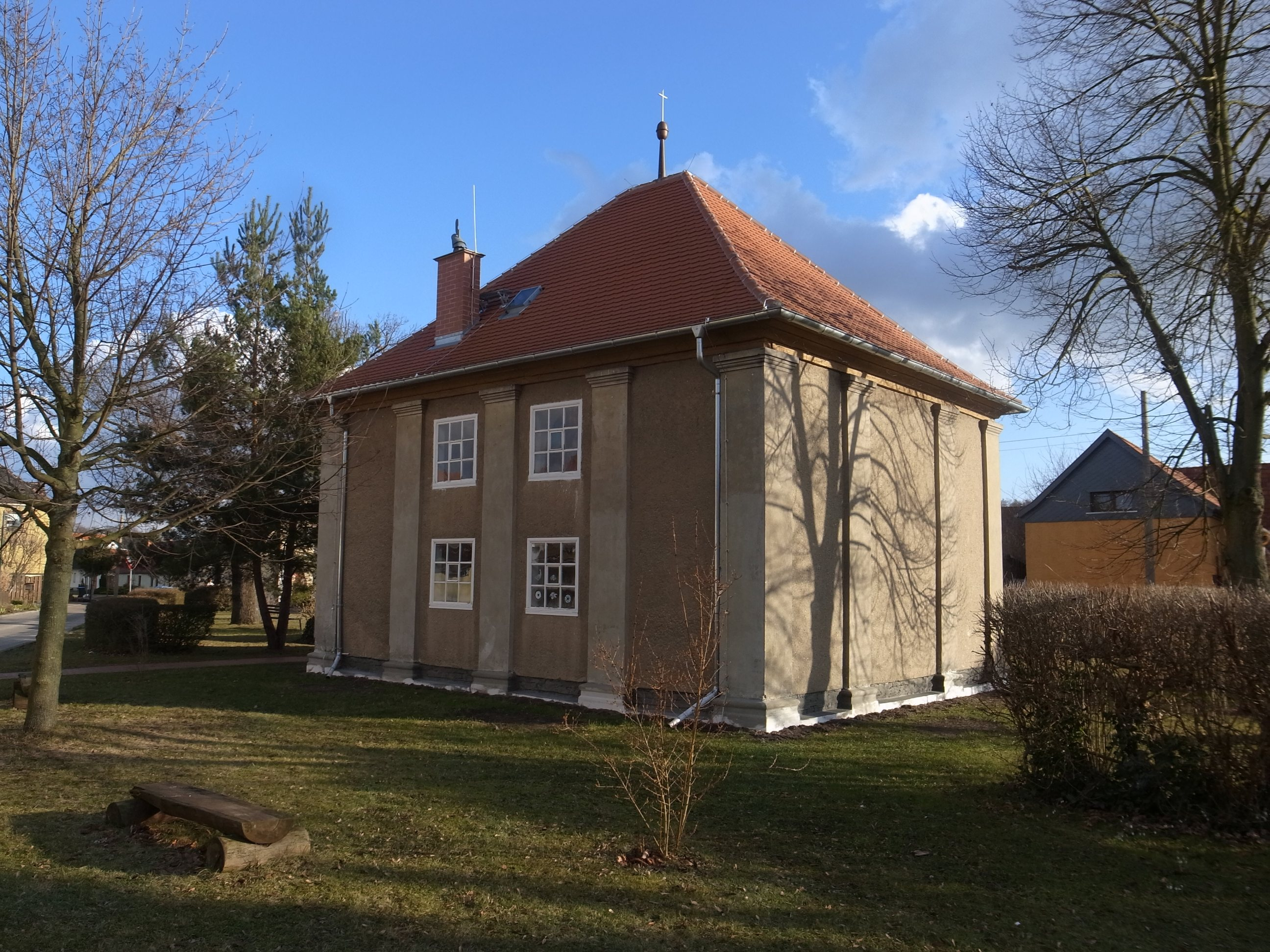
Chörau
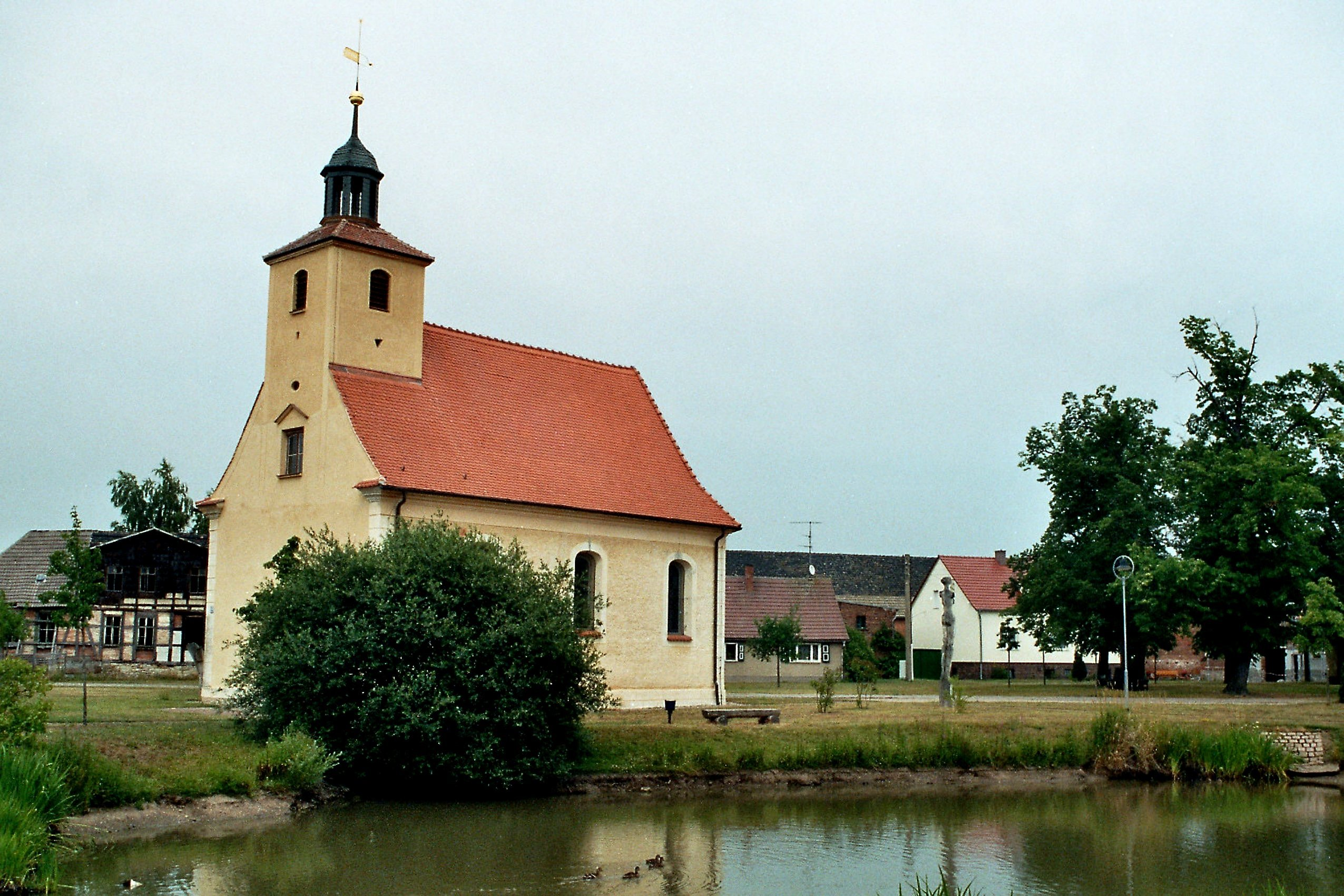
Diebzig
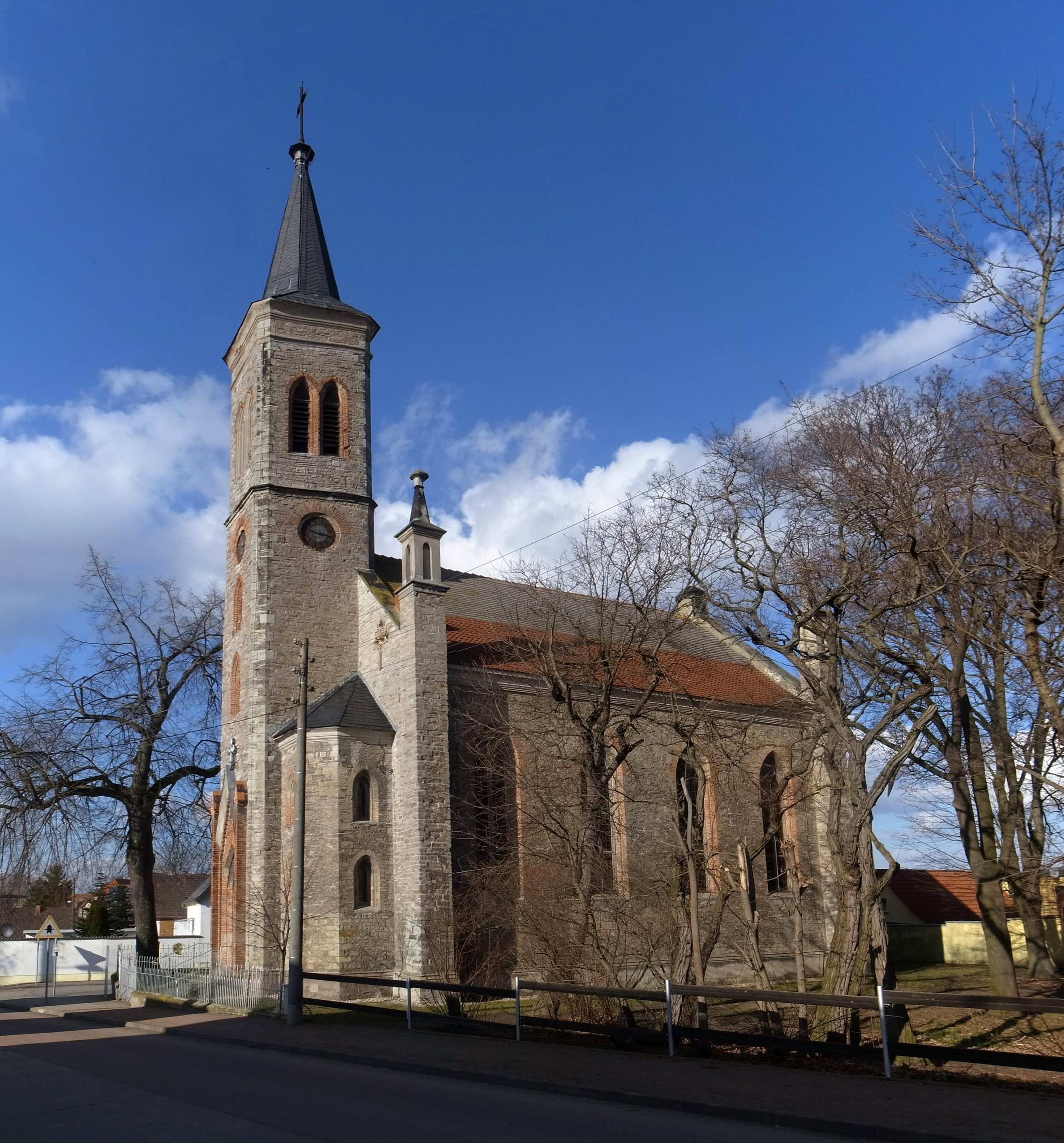
Drosa
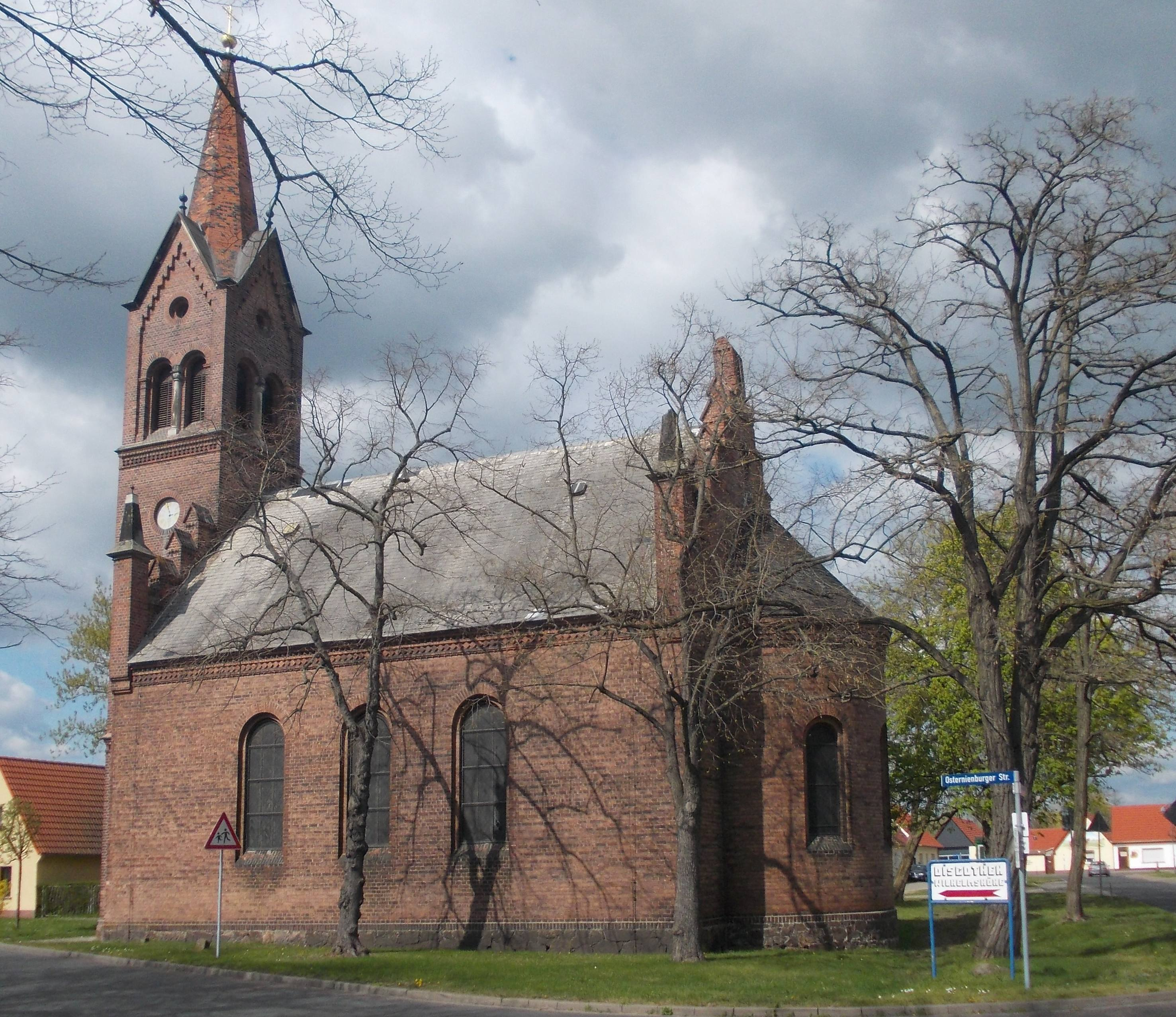
Elsnigk
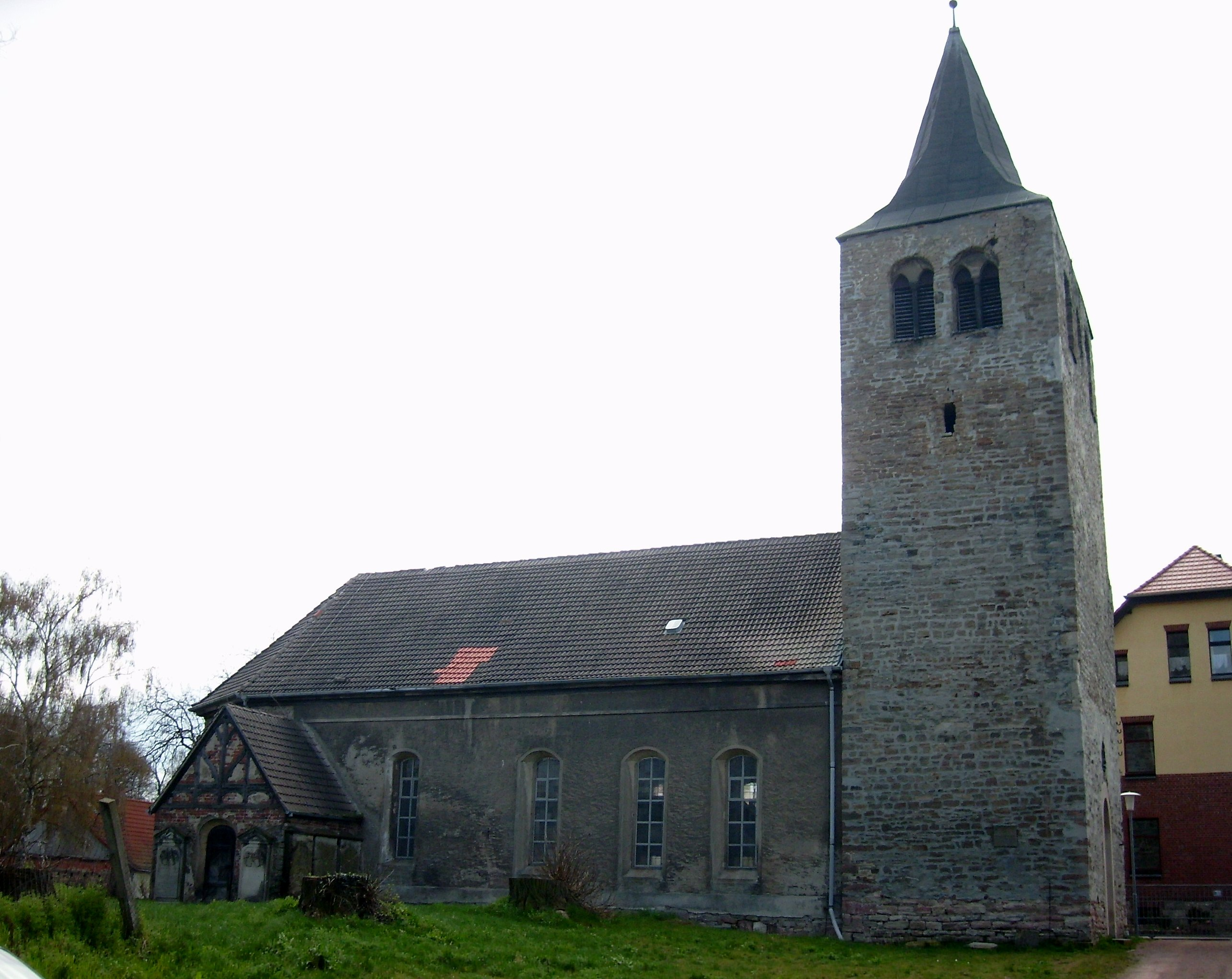
Großpaschleben
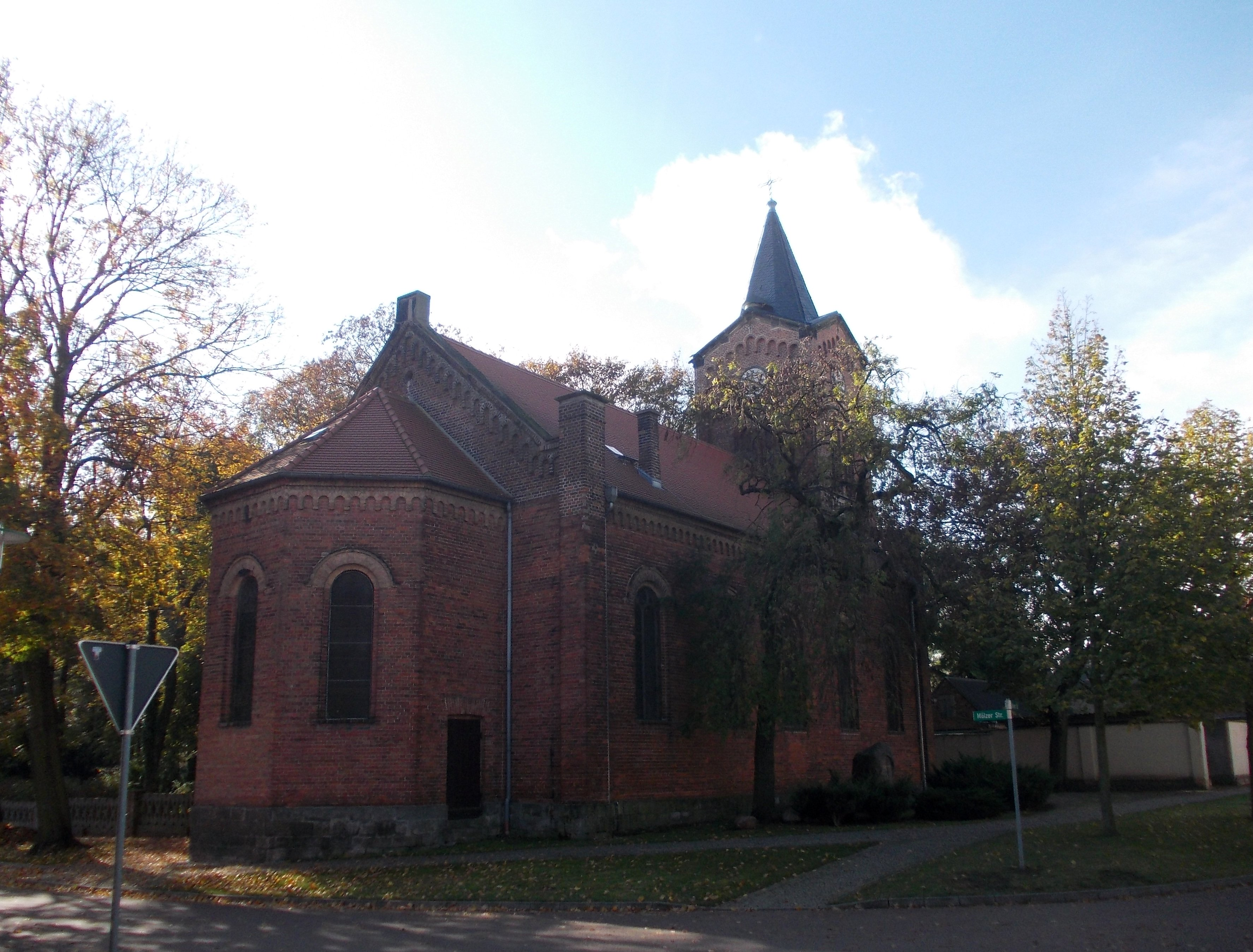
Kleinpaschleben
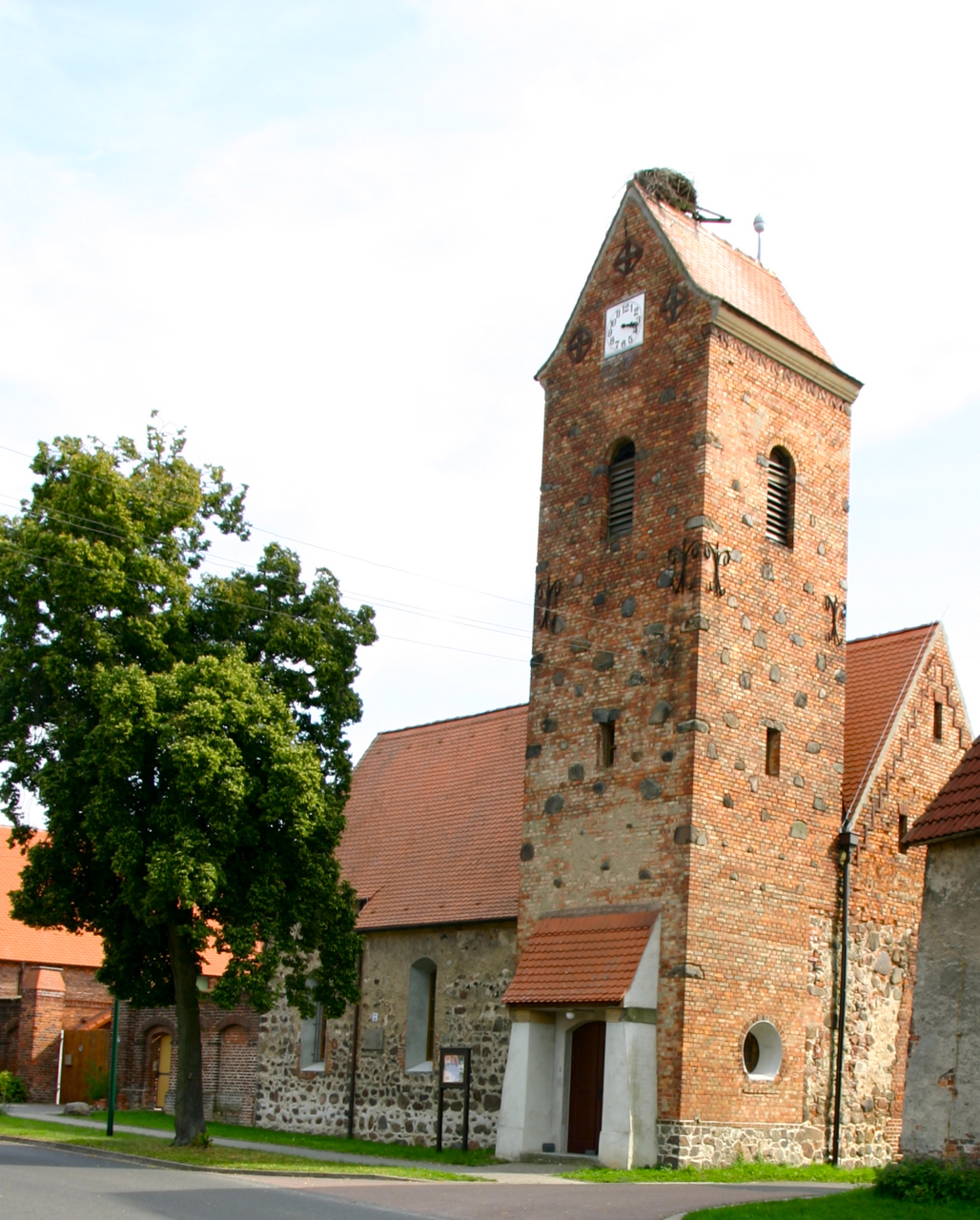
Libbesdorf
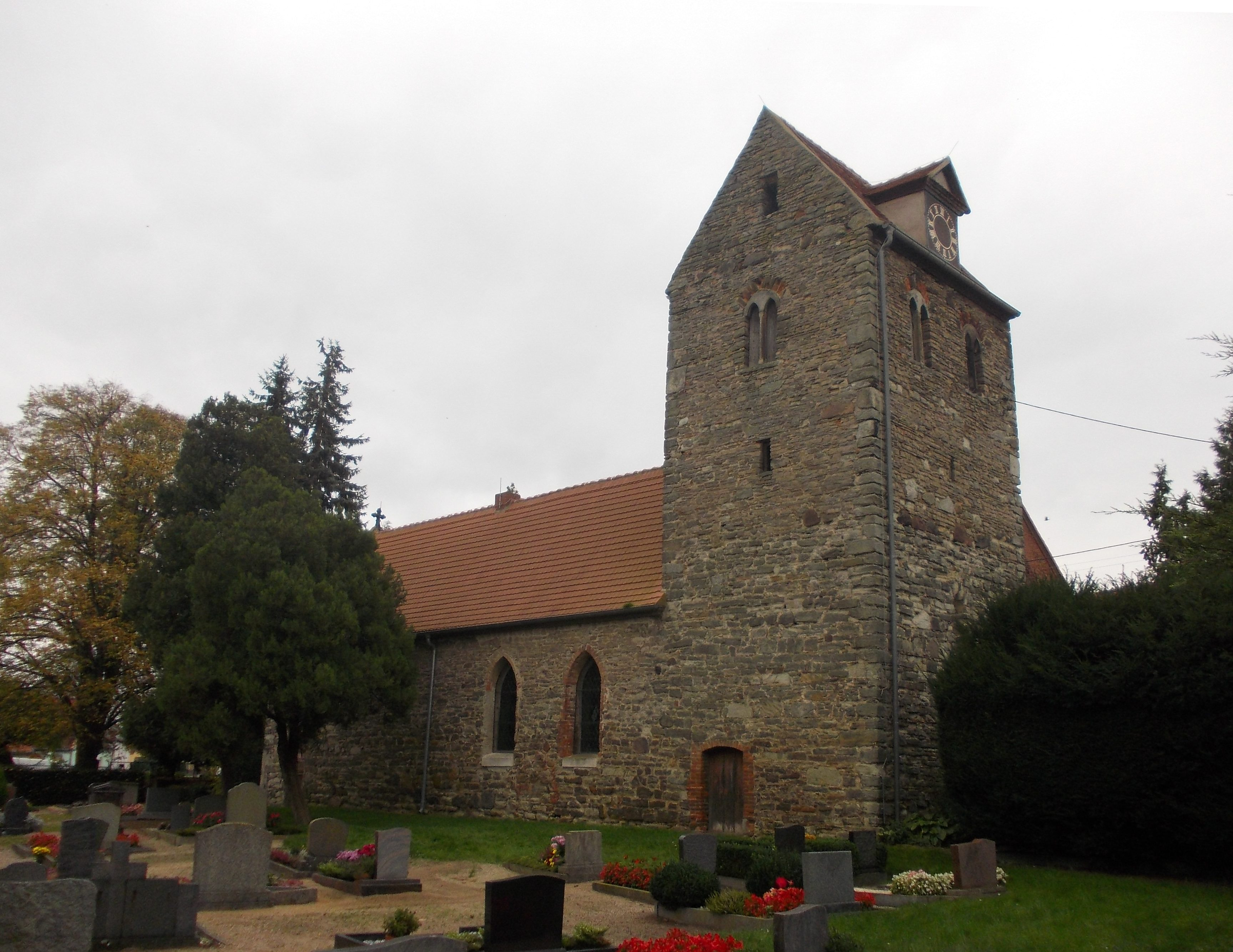
Maxdorf
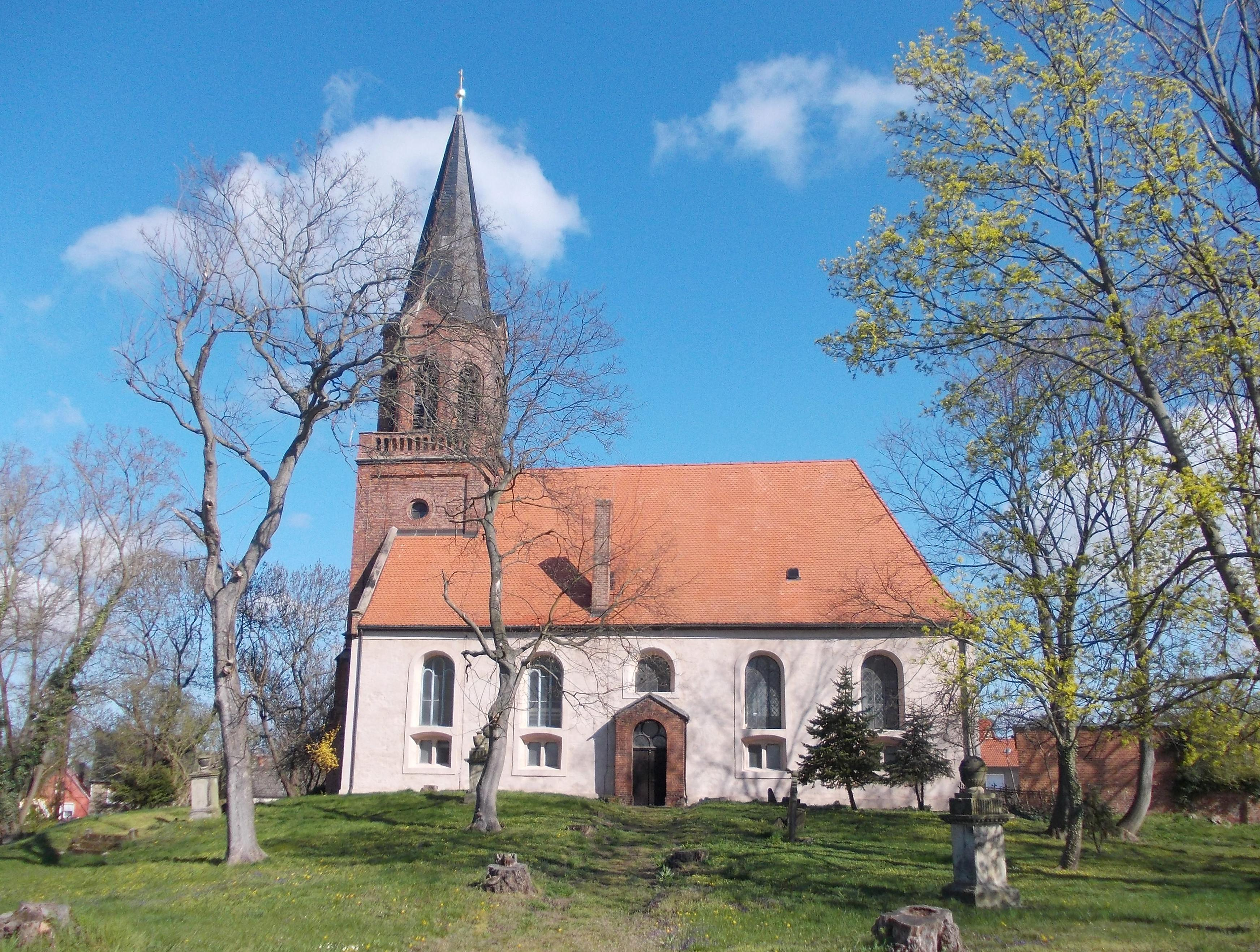
Osternienburg (ev.)
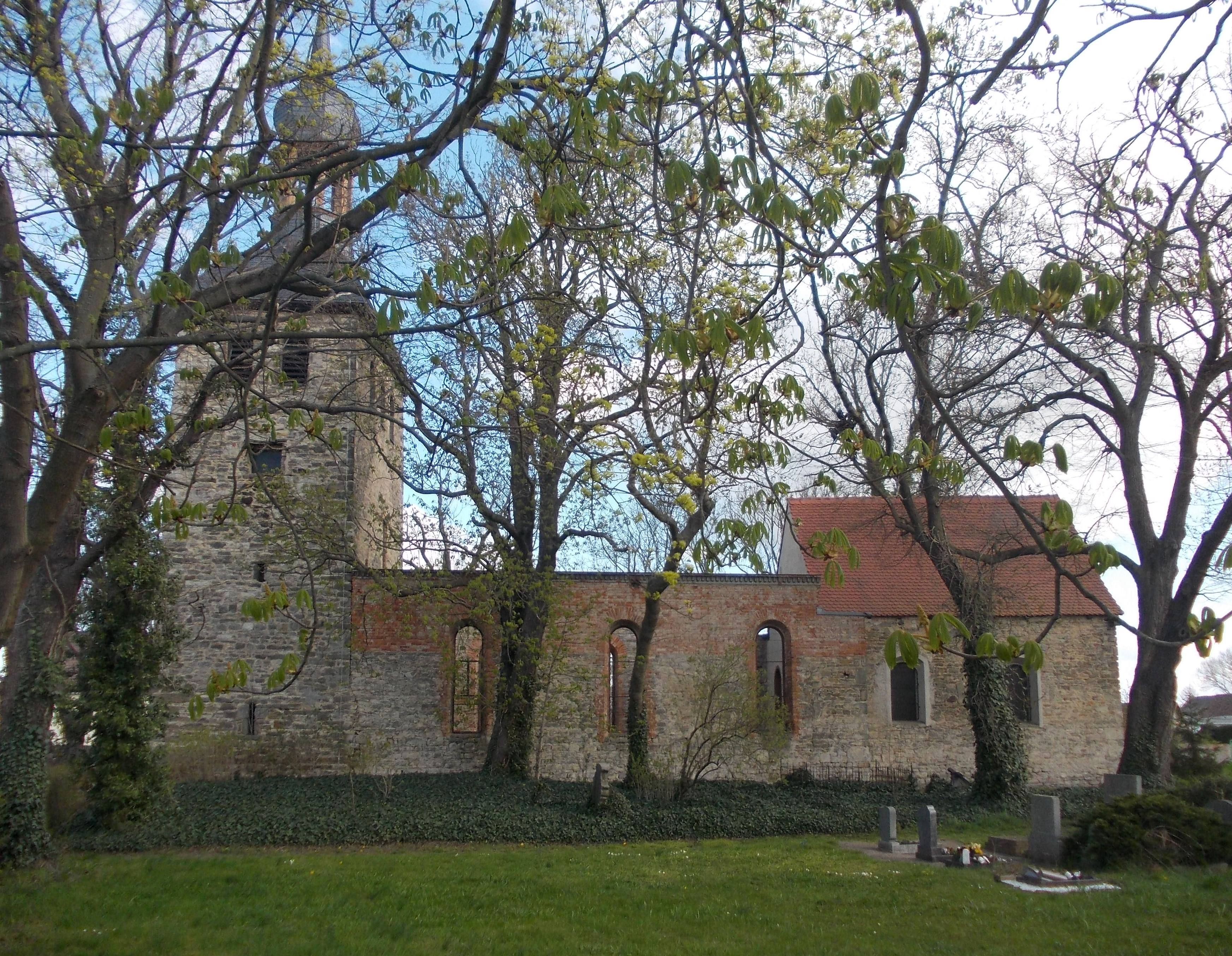
Pißdorf
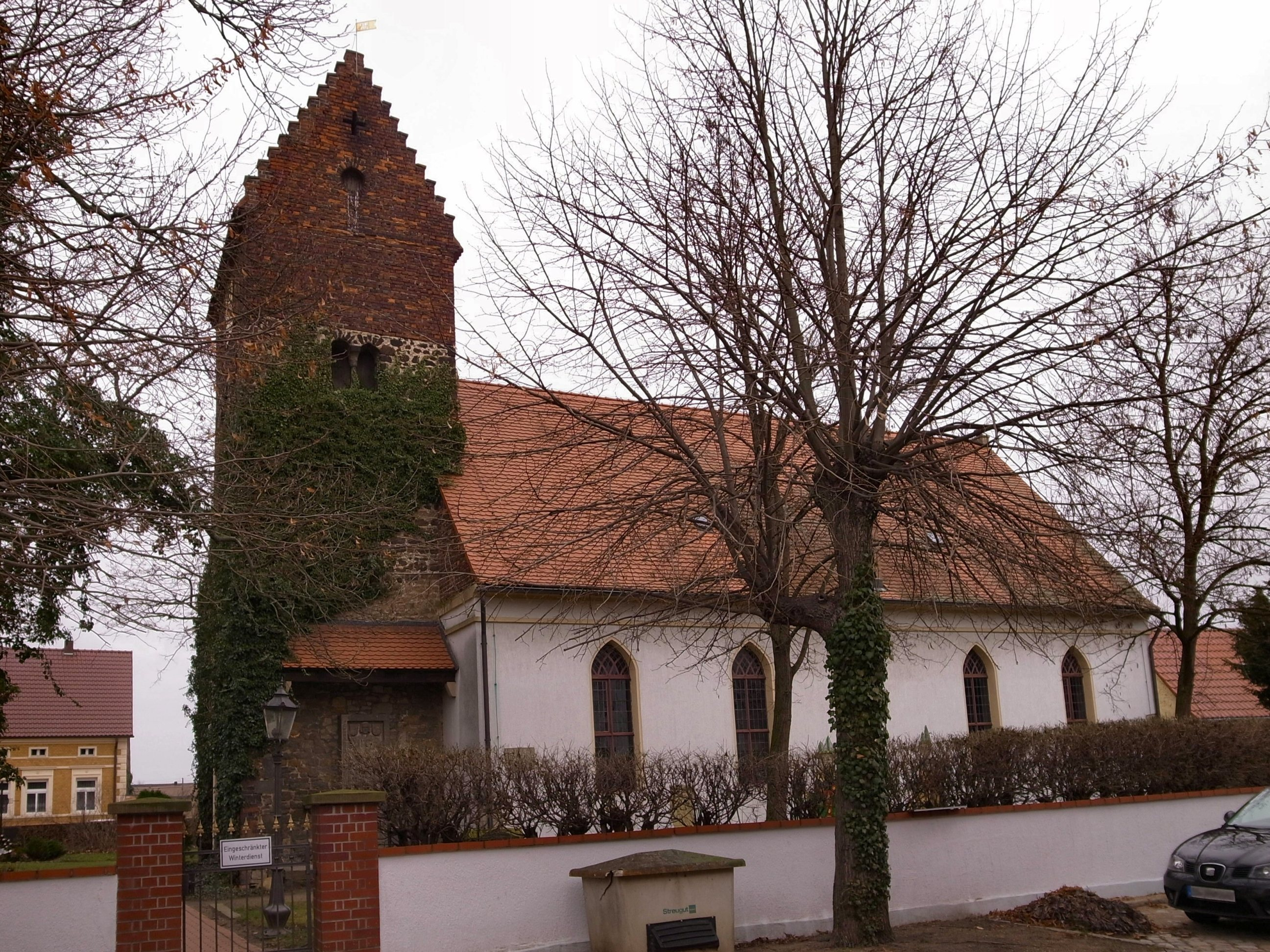
Reppichau
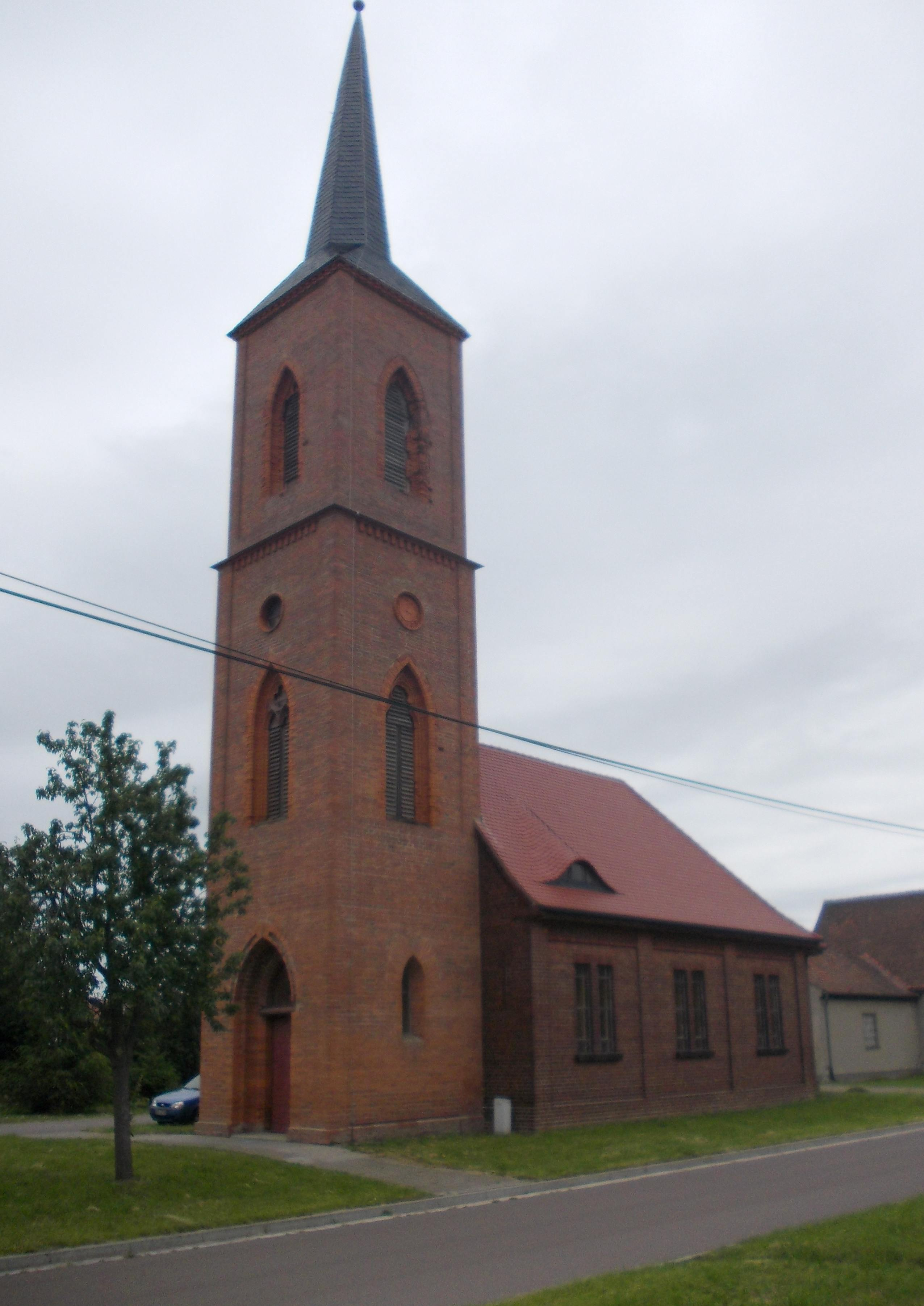
Rosefeld
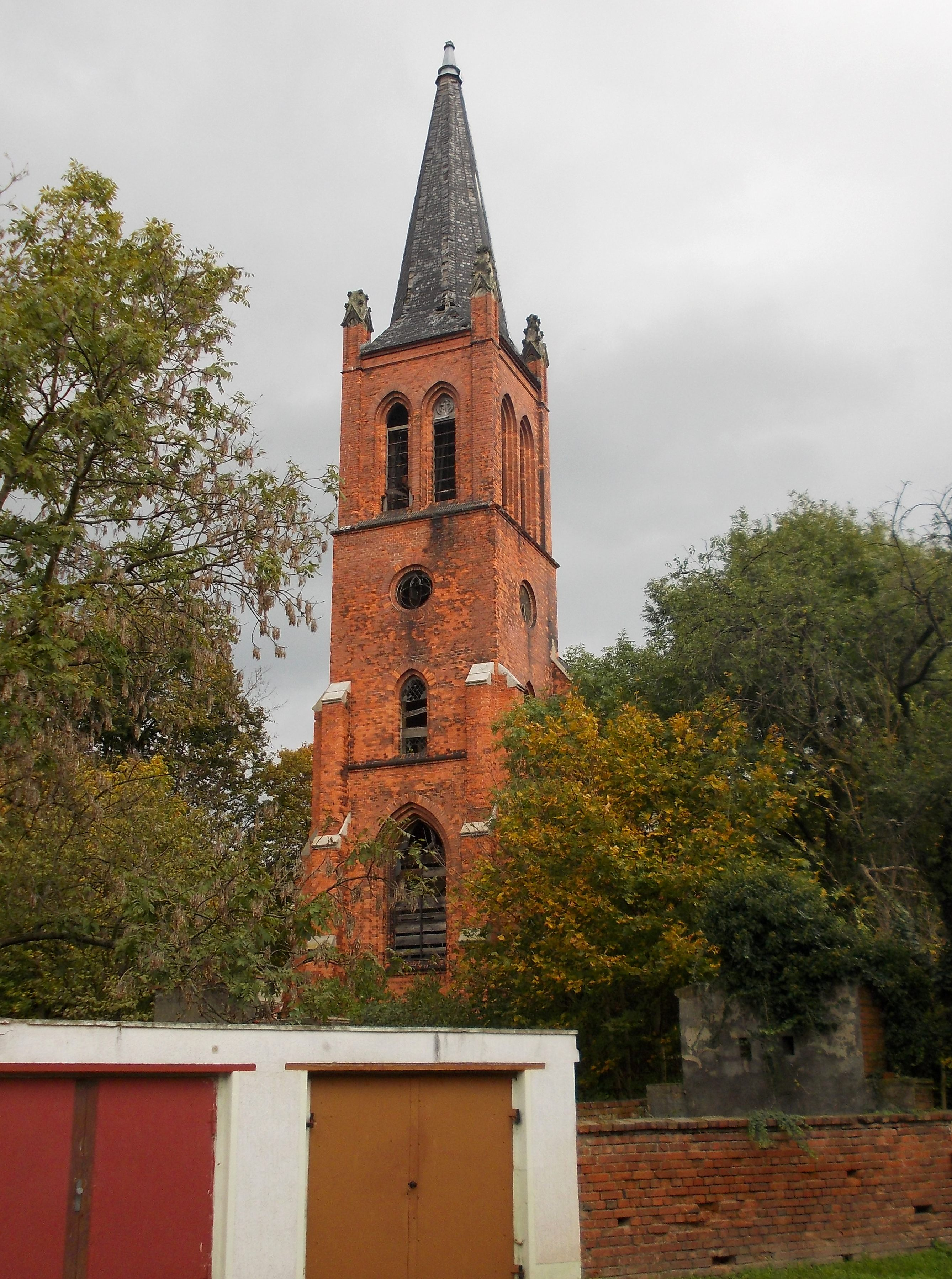
Thurau
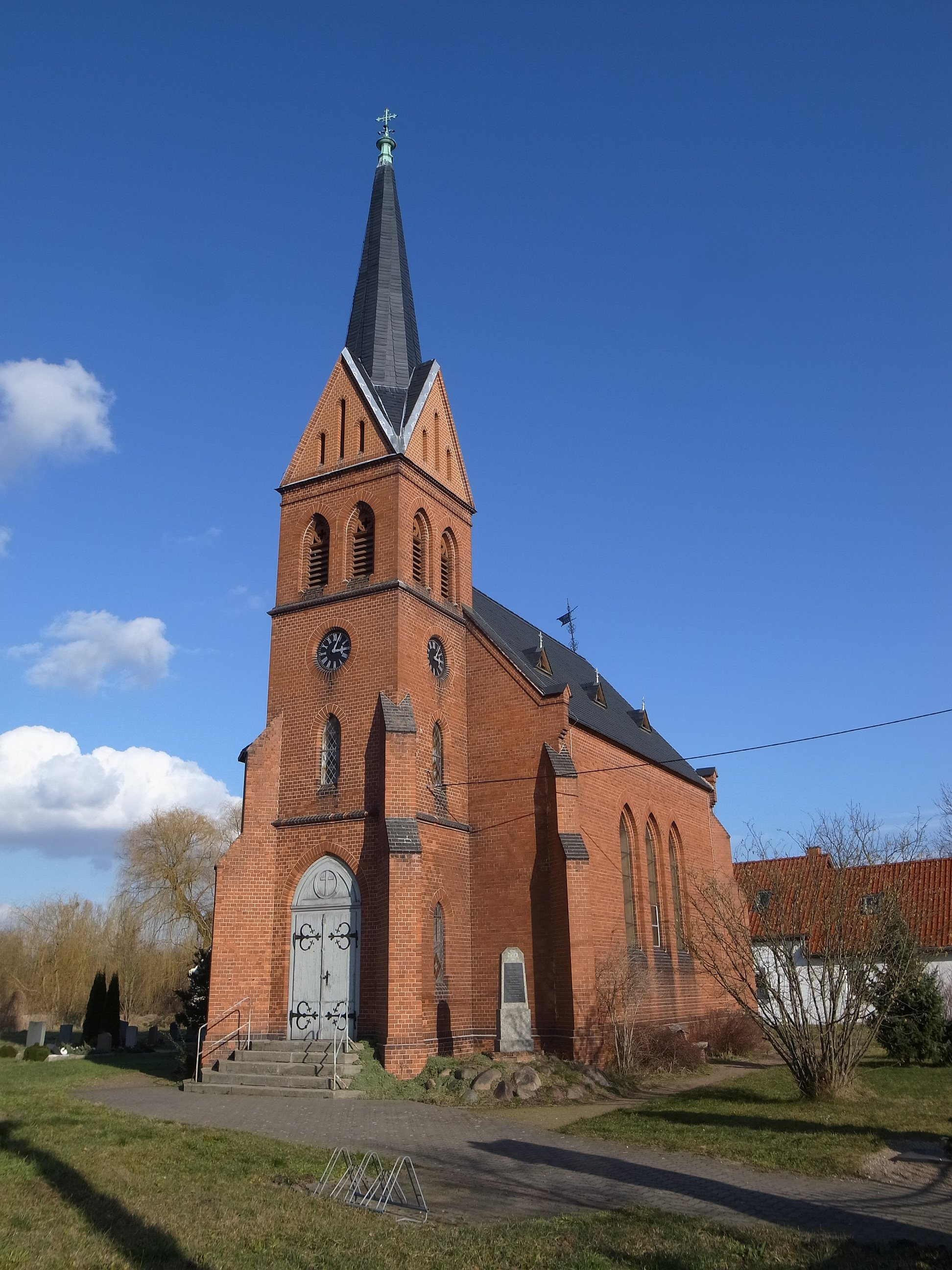
Trebbichau
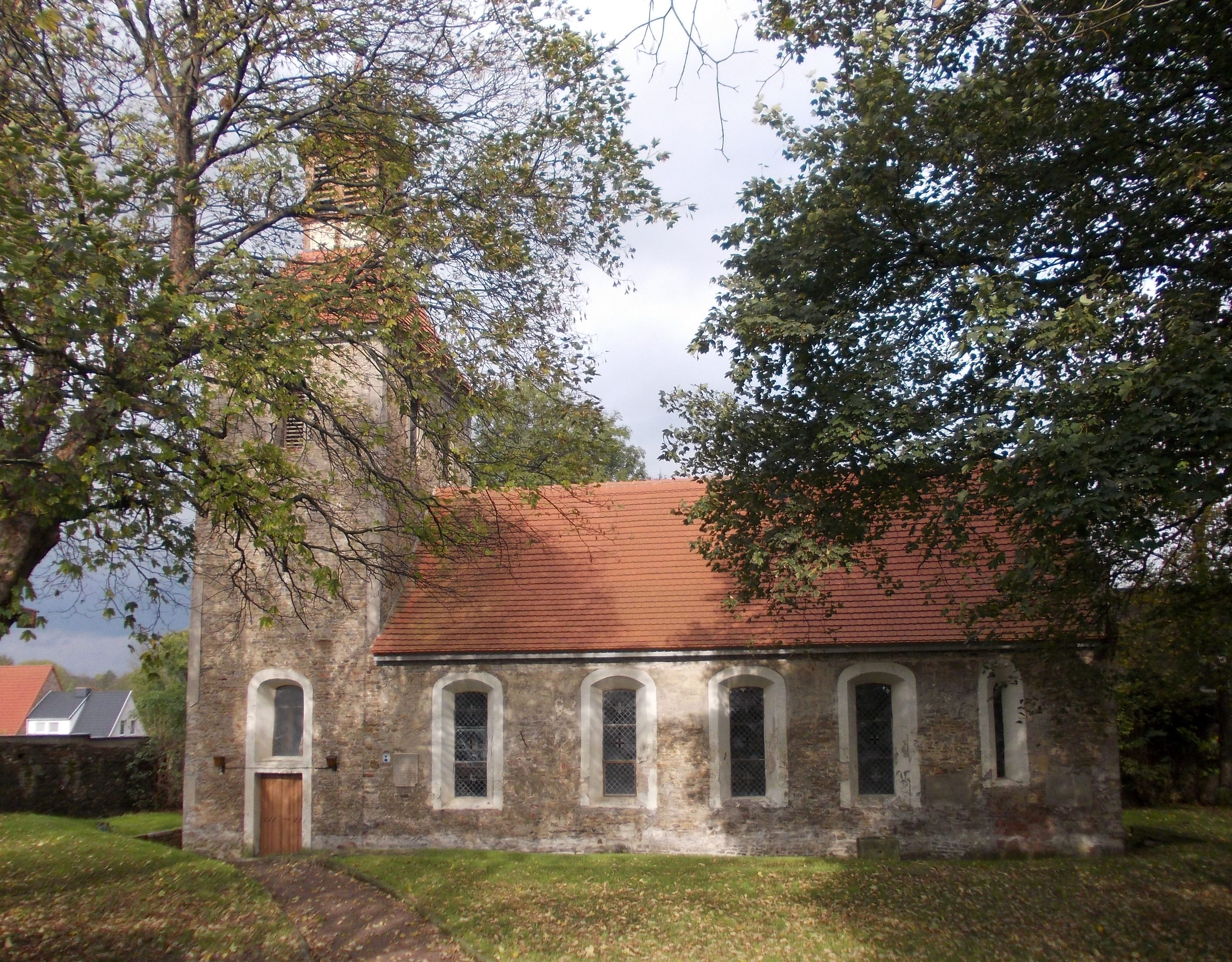
Trinum
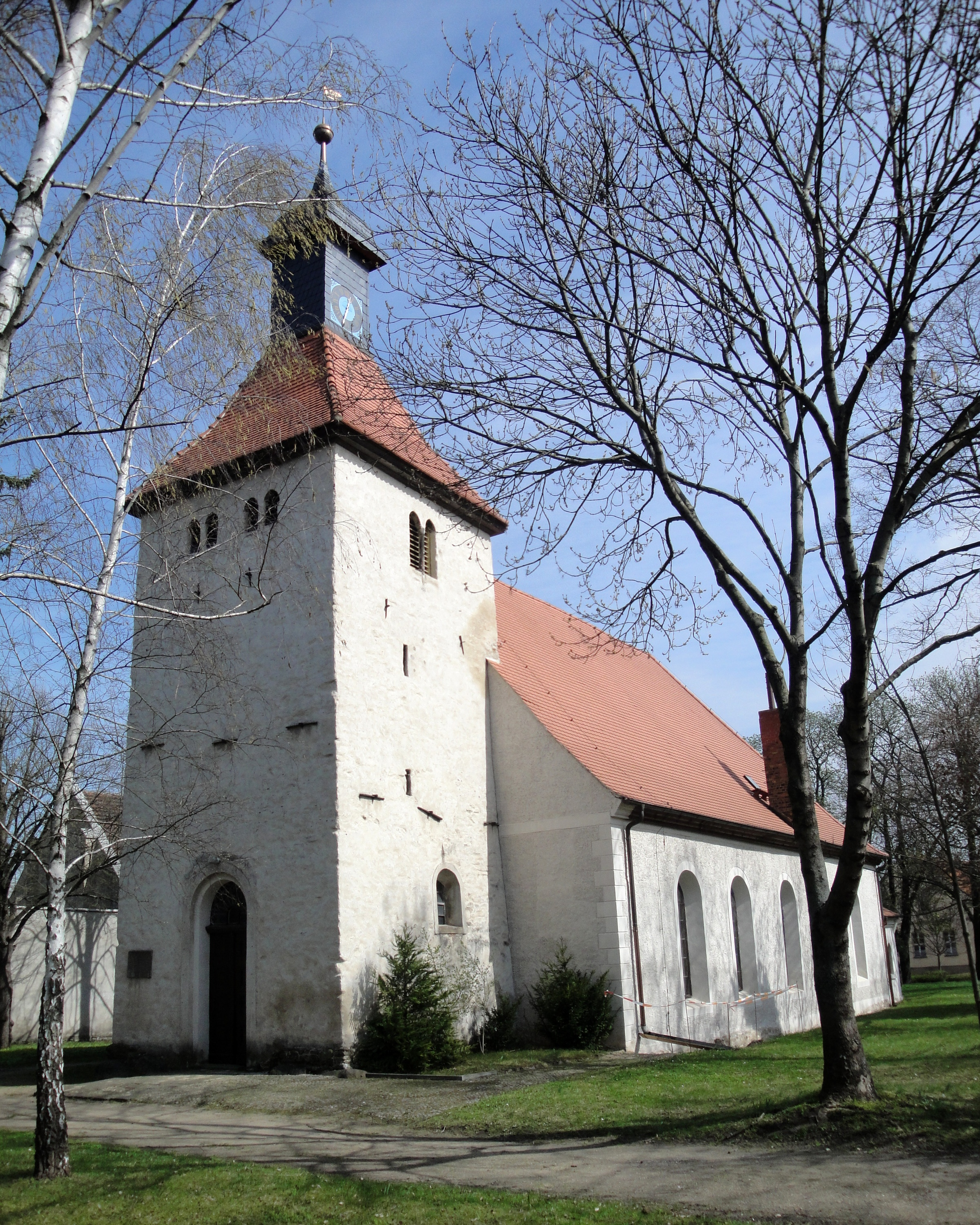
Wulfen

## Politik

### Gemeinderat
Der Gemeinderat von Osternienburger Land besteht aus 20 Mitgliedern. Die Kommunalwahl am 22. September 2019 führte bei einer Wahlbeteiligung von 39,8 % zu folgendem Ergebnis (mit Vergleichszahlen zu den beiden vorangegangenen Wahlen):
| Partei / Wählergruppe        | Stimmenanteil 2019 | Sitze 2019 |  | Sitze 2014 | Sitze 2009 |
| ---------------------------- | ------------------ | ---------- |  | ---------- | ---------- |
| CDU                          | 36,1 %             | 7          |  | 8          | 7          |
| LINKE                        | 21,0 %             | 4          |  | 4          | 5          |
| AfD                          | 15,5 %             | 3          |  | 1          | –          |
| SPD                          | 10,6 %             | 2          |  | 2          | 2          |
| Wählergemeinschaft Elsnigk   | 07,4 %             | 2          |  | –          | –          |
| Wählergemeinschaft Ziethetal | 06,1 %             | 1          |  | –          | –          |
| Freie Wähler Reppichau       | 03,2 %             | 1          |  | 1          | –          |
| Die Alternative              | –                  | –          |  | 4          | –          |
| Insgesamt                    | 100 %              | 20         |  | 20         | 20         |

### Bürgermeister
- 2009–2024: Stefan Hemmerling (CDU)[6][7]
- seit 2024: Torsten Lorenz (CDU)

Lorenz wurde in der Bürgermeisterstichwahl am 24. September 2023 mit 56,7 % der gültigen Stimmen für eine Amtsdauer von sieben Jahren gewählt. Er trat sein Amt am 13. Januar 2024 an.

### Wappen
Das Wappen wurde am 28. Juni 2013 durch den Landkreis genehmigt.
Blasonierung: „Gespalten von Silber und Grün; vorn über einer schwarzgefugten roten Zinnmauer schwebend ein gesenktes rotes Schwert, das zwei gekreuzte rot-silberne Federköcher überdeckt, aus denen grüne Pfauenfedern mit rot-goldschwarzen Pfauenaugen ragen; hinten ein silberner Lindenzweig mit vierzehn Blättern.“
Die Zinnenmauer bezieht sich auf die etymologische Bedeutung des Namens Osternienburg: oster = östlich, niew = neu, burg = Burg, als in sich geschlossener, bewohnbarer Wehrbau. Im o. g. Sinne pars pro toto wurde anstelle der Burg eine Zinnenmauer gewählt. Im Wappen ist sie als Schildfuß auf 14 Steine inkl. Zinnen beschränkt – eine Zahl, die wie bei den Blättern des Lindenzweiges auf die 14 Orte der Gemeinde verweist.
Schwert und Federköcher bilden den Bezug zum ersten anhaltischen Fürsten, Heinrich I. Das Osternienburger Land war unmittelbarer Teil des mittelalterlichen Gaus Serimunt, der ein Vorläufer des späteren Anhalt war. In ihm residierte Heinrich I. als Fürst – vormals als Graf, d. h. königlicher Rechtsvertreter, dessen erste Münzen ihn mit dem Schwert als Symbol seiner richterlichen Gewalt zeigen. Auch im Codex Manesse ist Heinrich I. mit der ins Gemeindewappen übernommenen Helmzier mit Federgestell als sein Oberwappen abgebildet.
Die 14 Ortsteile der Gemeinde werden, wie gesagt, auf der heraldisch linken (optisch rechten) Schildhälfte durch 14 Blätter eines Lindenzweiges vertreten – ebenso wie die 14 Ziegel der Zinnenmauer. Somit ist jeder Ort repräsentiert, wobei mit der Linde auf eine in der Gemarkung häufig vorkommende Baumart hingewiesen wird wie auch auf den Umstand, dass sie für die slawischen Ethnien, die einst das Land urbanisierten, ein kultischer Baum war.
Gestaltet wurde das Wappen vom Kommunalheraldiker Jörg Mantzsch.
Die Farben der Gemeinde sind Grün - Weiß (Silber).

### Flagge
Die Flagge ist grün-weiß-grün gestreift (Querform: Streifen 1:4:1 waagerecht verlaufend, Längsform: Streifen 1:3:1 senkrecht verlaufend) und mittig mit dem Gemeindewappen belegt.

## Sehenswürdigkeiten und Kultur

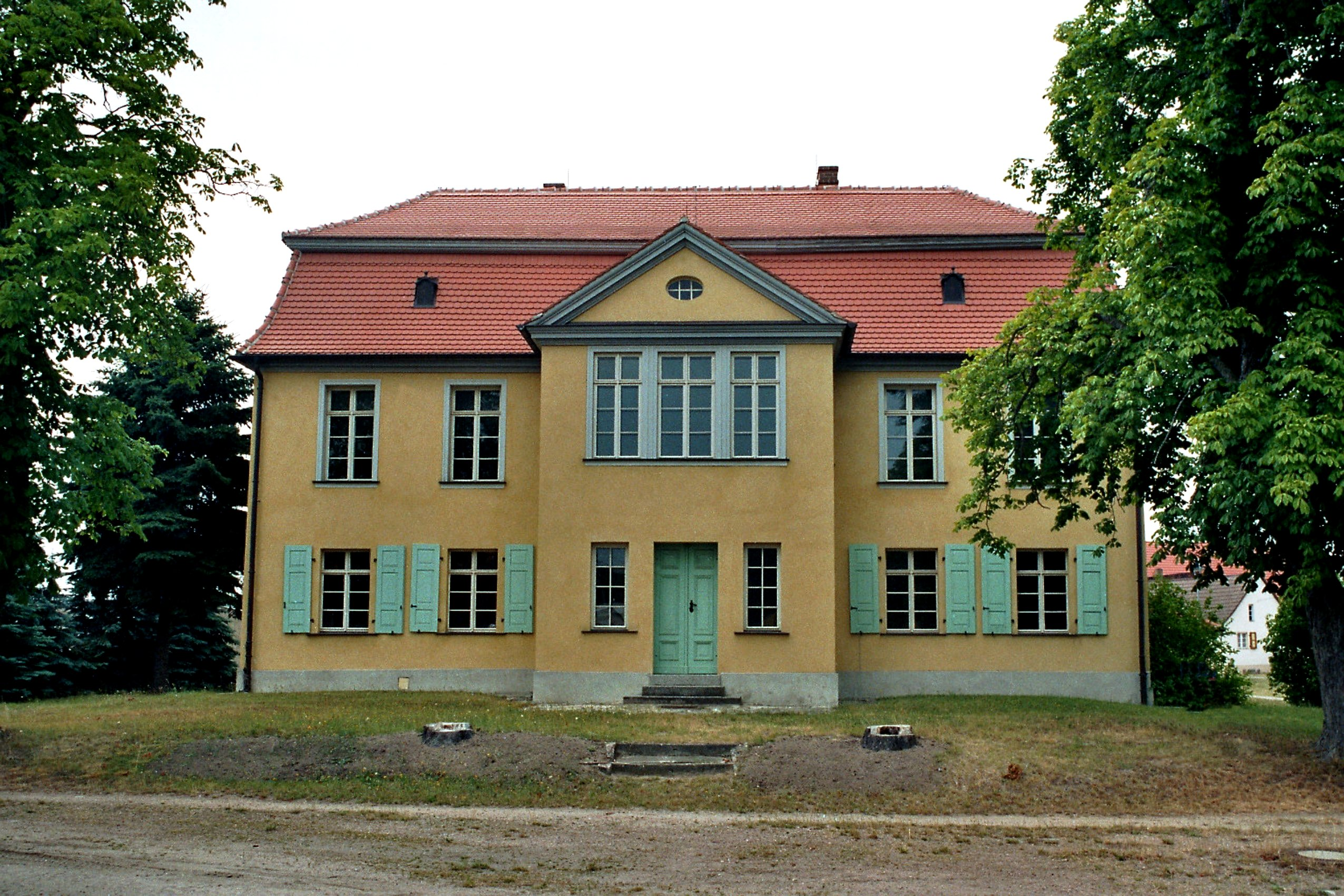
Jagdschloss Diebzig

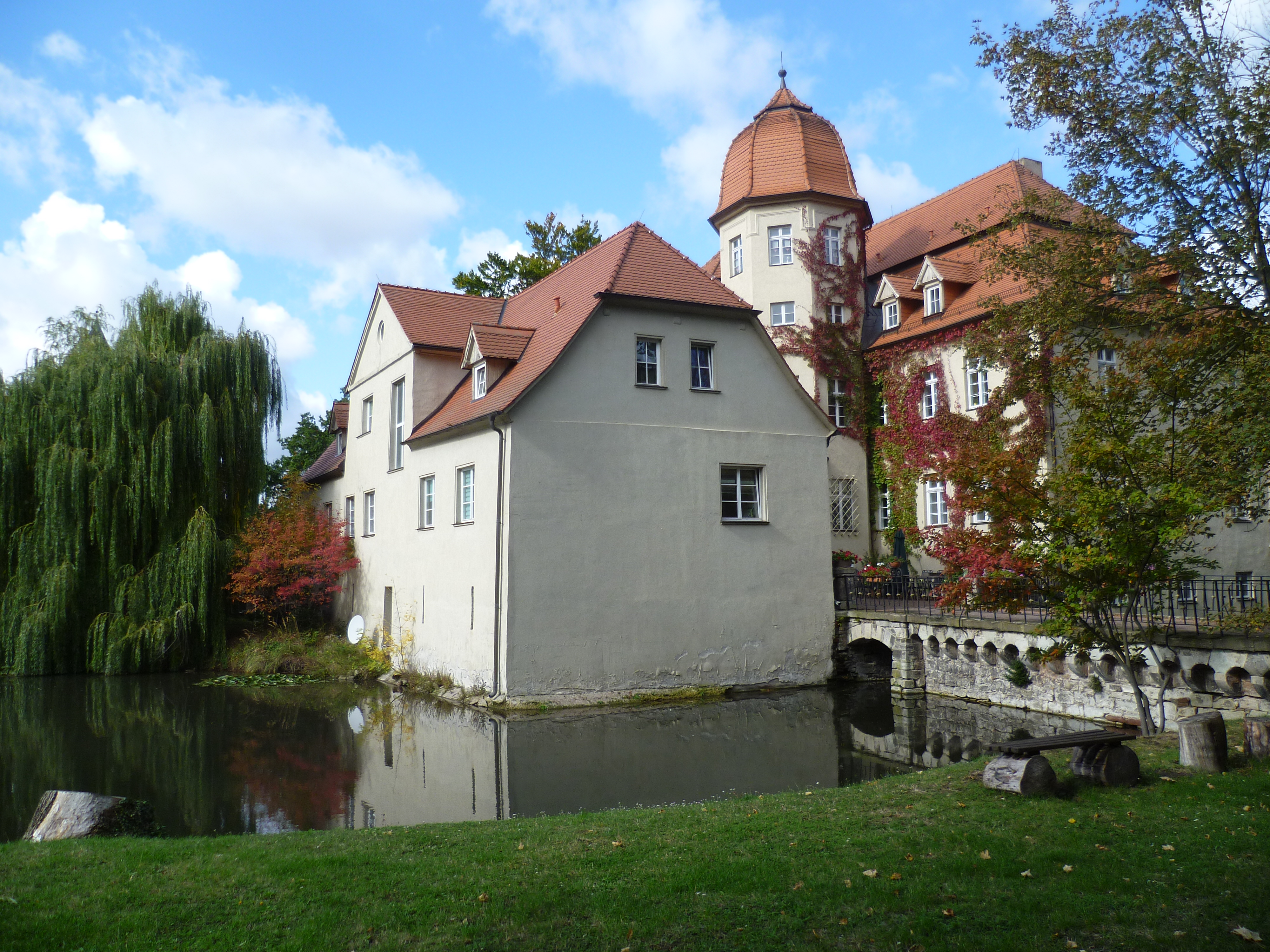
Wasserschloss Großpaschleben

### Schlösser und Burgen
- Jagdschloss Diebzig: Das heutige Schloss wurde 1792 im Auftrag des Fürsten Ludwig von Anhalt errichtet. Das obere Stockwerk wurde von den jeweiligen regierenden Fürsten bewohnt, in den unteren Räumlichkeiten waren die Bediensteten untergebracht. Zum Schloss gehörten Anbauten sowie weitere Gebäude wie ein Reitstall, die jedoch im Laufe der Zeit abgerissen wurden. Von den weiteren Gebäuden erhalten ist heute nur noch ein ehemaliges Wachthaus aus dem Jahr 1693. Später wurde das Jagdschloss zur Revierförsterei und Wohnung der Förster. Nach dem Ende des Zweiten Weltkriegs wurden Umsiedlerfamilien im Schloss untergebracht. 1993 wurde mit der Sanierung des Schlosses begonnen, seit 2014 ist das Schloss ungenutzt.[12]
- Wasserschloss Großpaschleben: Das Wasserschloss mit umgebendem Wassergraben wurde Anfang des 17. Jahrhunderts im Auftrag von Heinrich von Wuthenau erbaut. Die Familie Wuthenau blieb bis zur Enteignung 1945 Eigentümer des Wasserschlosses. Das Gebäude wird seitdem als Altersheim genutzt.[13]

### Denkmäler und Gedenksteine (Auswahl)
- Denkmal Reppichau: Das Denkmal wurde 1934 errichtet und zeigt Eike von Repgow, den Verfasser des Sachsenspiegels.[14]
- Gedenkstein Chörau: Das Kriegerdenkmal von Chörau erinnert mit Gedenktafeln an die Gefallenen des Ersten und Zweiten Weltkriegs.
- Gedenkstein Dornbock: Der Gedenkstein, in der lokalen Mundart auch D’r Saefte Scheen oder D’r Sanefte Heinerich genannt, erinnert an die erste Zugfahrt zwischen Magdeburg und Köthen am 19. Juni 1840. Gleichzeitig ist er Herzog Heinrich von Anhalt-Köthen gewidmet, der bereits 1835 dem „Magdeburgischen Eisenbahnkomitee“ die „vorläufige Erlaubnis zur Durchführung des Baus der Bahn durch das Köthensche Land“ erteilte.[15]
- Gedenktafel für den Freiherr von Nordenflycht: Der Gedenkstein ist dem Jagdschriftsteller Gustav Freiherr von Nordenflycht gewidmet, der mit seiner Ehefrau von 1920 bis zu seinem Tod im August 1921 in Diebzig lebte.

### Museen
- Heimatstube Wulfen: Die Heimatstube ging aus einer Sammlung historischer Gegenstände für die Wulfener 1000-Jahr-Feier im Jahr 1995 hervor. Seit 2002 ist die Heimatstube in der alten Grundschule untergebracht. Die Ausstellung umfasst über 300 Exponate aus der Zeit seit 1900.[16]
- Kunstprojekt Sachsenspiegel Reppichau: Das Informationszentrum beschäftigt sich mit dem vermutlich aus Reppichau stammenden Eike von Repgow, der Anfang des 13. Jahrhunderts den Sachsenspiegel als erstes mittelalterliches Rechtsbuch verfasste. Das Museum ist in Form einer Burg gestaltet und beschäftigt sich mit der mittelalterlichen Rechtsgeschichte. Im Kirchpark Reppichau befinden sich darüber hinaus verschiedene Metallplastiken mit christlichen Motiven aus dem Sachsenspiegel.[17]
- Mühlenmuseum Reppichau: „Wer zuerst kommt, mahlt zuerst“ – das Sprichwort geht zurück auf den Sachsenspiegel und findet heute noch juristische Anwendung, zum Beispiel im Patentrecht. Das Mühlenmuseum verwebt Informationen zur Mühle, die bis 1991 in Betrieb war, und der Dorfgeschichte, mit dem Sachsenspiegel.[18]

## Wirtschaft und Infrastruktur

### Wirtschaft
Die WIMEX-Gruppe betreibt auf dem Gemeindegebiet eine Reihe von agrarindustrieller Anlagen. Die Konzerntochter Agrargesellschaft Wulfen mbH mit Sitz in Wulfen baut Futtermittel für die konzerneigene Hybridhuhn-Tierhaltung an und betreibt ein Mischfutterwerk in Wulfen. In Elsnigk betreibt der Konzern eine Brüterei für die Hühnermast.

### Verkehr
Durch das Gebiet von Osternienburger Land führen die Bahnstrecke Dessau–Köthen (Bahnhof Elsnigk (Anh)), die Bahnstrecke Köthen–Aken (kein SPNV) und die Bahnstrecke Köthen–Aschersleben (Haltepunkt Frenz).

## Persönlichkeiten
- Levin von der Schulenburg (1581–1640), Landrat, in Libbesdorf geboren
- Theodor Friedrich Stange (1741–1831), Theologe, in Osternienburg geboren
- Andreas Gottfried Schmidt  (1794–1851), Pfarrer, Verfasser des Anhalt’schen Schriftsteller-Lexikons, in Thurau geboren
- Andreas Cramer (1809–1885), Lehrer und Politiker, in Drosa geboren
- Enno Sander (1822–1912), Protagonist der Revolution von 1848 und Pharmazeut in den USA, in Trinum geboren
- Hermann Wäschke (1850–1926), Mundartdichter, in Großpaschleben geboren
- Fedor von Wuthenau (1859–1917), Rittergutsbesitzer, in Großpaschleben geboren
- Franz Lehmann (1860–1942), Agrarwissenschaftler, in Kleinpaschleben geboren
- Alfred Wirth (1875–1965), Volkskundler, in Osternienburg geboren
- Paul Thodte (1890–1983), Politiker (NSDAP), in Micheln geboren
- Werner Mansfeld (1913–2011), Techniker für Ortungs- und Navigationstechnik, Hochschullehrer, in Reppichau geboren
- Jonny Schlegel (1921–unbekannt), Sonderschulpädagoge, Hochschullehrer, in Wulfen geboren
- Leonhard Spitzer (* 1950), Kommunalpolitiker (CDU), in Drosa geboren
- Dietmar Krause (* 1960), Politiker (CDU), in Kleinpaschleben geboren